# Egiarreta
Egiarreta est un village situé dans la commune d'Arakil dans la Communauté forale de Navarre, en Espagne. Il est doté du statut de concejo.
Egiarreta est situé dans la zone linguistique bascophone de Navarre.